# Alka olbrzymia
Alka olbrzymia (Pinguinus impennis) – wymarły gatunek ptaka z rodziny alk (Alcidae), który wyginął w połowie XIX wieku. Był jedynym współczesnym przedstawicielem rodzaju Pinguinus. Nie jest blisko spokrewniony z pingwinami (Sphenisciformes), które odkryte zostały później, a swoją nazwę otrzymały od żeglarzy ze względu na skojarzenie z alkami olbrzymimi.
Alki olbrzymie gniazdowały na izolowanych skalistych wysepkach z łatwym dostępem do oceanu i obfitości pożywienia, co jako rzadkie w naturze zjawisko umożliwiało im gniazdowanie w nielicznych miejscach. Poza sezonem lęgowym przebywały na wodach północnego Oceanu Atlantyckiego. Docierały na południe aż po północną Hiszpanię oraz do wybrzeży Kanady, Grenlandii, Islandii, Wysp Owczych, Norwegii, Irlandii i Wielkiej Brytanii.
Alki olbrzymie osiągały 75–85 cm wysokości i masę ciała blisko 5 kg, co czyniło je drugimi pod względem wielkości ptakami w rodzinie alk (większe były wymarłe alki Miomancalla). Miały czarny grzbiet i biały brzuch. Skrzydła liczyły zaledwie 15 cm długości, co skutkowało nielotnością. Ptaki te jednak doskonale pływały, co wykorzystywały w trakcie polowań, żywiąc się głównie rybami. Na lądzie alki olbrzymie poruszały się niezręcznie. Łączyły się w pary na całe życie. Gniazdowały w bardzo gęstych koloniach.
Alki olbrzymie stanowiły ważną część wielu rdzennie amerykańskich kultur, zarówno jako źródło pokarmu, jak i zwierzę symboliczne. Licznych zmarłych z okresu od 7000 lat p.n.e. do XVIII wieku chowano z kośćmi alki olbrzymiej. Wielu europejskich odkrywców Ameryki chętnie wykorzystywało alki olbrzymie jako źródło pożywienia lub przynętę podczas połowów. Puch był w Europie wysoce pożądany. W wyniku polowań zmniejszała się liczebność alk olbrzymich, co zwiększało zainteresowanie europejskich muzeów i prywatnych kolekcjonerów ich skórkami i jajami. 3 czerwca 1844 na Eldey u wybrzeży Islandii zabito prawdopodobnie ostatnie dwa ptaki. Alka olbrzymia wspomniana jest w kilku powieściach, zaś wydawane przez American Ornithologists’ Union The Auk swoją nazwę otrzymało dla upamiętnienia alki olbrzymiej.

## Taksonomia i ewolucja

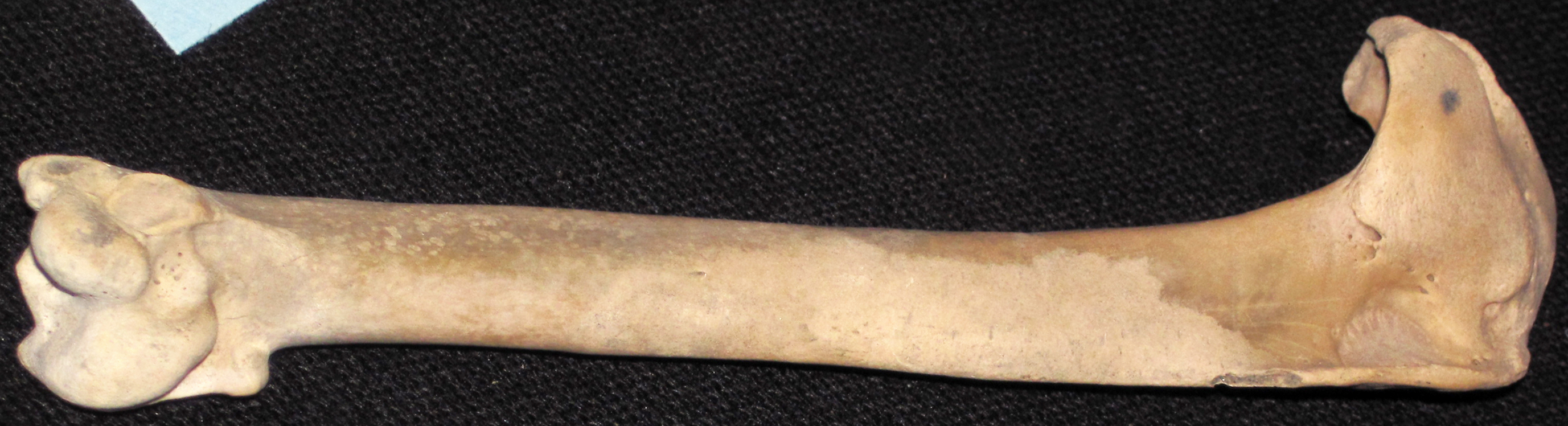
Skamieniała kość ramienna żyjącego w miocenie Pinguinus alfrednewtoni

Analiza sekwencji mtDNA potwierdziła wyniki badań morfologicznych i biogeograficznych, wedle których najbliższym krewnym alki olbrzymiej jest alka zwyczajna (Alca torda).
Zapis kopalny (zwłaszcza gatunku siostrzanego Pinguinus alfrednewtoni) i wyniki badań molekularnych wskazują, że trzy blisko spokrewnione rodzaje rozdzieliły się niedługo po rozprzestrzenieniu się wzdłuż wybrzeży Oceanu Atlantyckiego ich wspólnego przodka. Prawdopodobnie ów przodek podobny był do mocno zbudowanego morzyka piskliwego (Synthliboramphus hypoleucus). Do tego czasu nurzyki zwyczajne (Uria aalge) zdążyły się już oddzielić od innych atlantyckich alk. Podobne alce zwyczajnej ptaki były pospolite na terenie Oceanu Atlantyckiego w pliocenie, jednak ewolucja A. torda jest skąpo udokumentowana. Dane genetyczne można interpretować na korzyść dowolnej klasyfikacji, jednak ogólnie dowody wskazują na zasadność umieszczenia alki olbrzymiej w odrębnym rodzaju. Część ornitologów sądzi, że właściwszym jest jednak umieszczenie alki olbrzymiej w rodzaju Alca. Jest to jedyny udokumentowany przypadek brytyjskiego ptaka, który został wytępiony w czasach historycznych.
Poniższy kladogram ukazuje położenie alki olbrzymiej wśród najbliżej jej spokrewnionych gatunków, jak to ukazano w wynikach badania genetycznego z 2004:
|  | Uria aalge (nurzyk zwyczajny) |
|  |                               |
|  | Uria lomvia (nurzyk polarny)  |
|  |                               |

|  | Alca torda (alka zwyczajna)         |
|  |                                     |
|  | Pinguinus impennis (alka olbrzymia) |
|  |                                     |

|  | Uria aalge (nurzyk zwyczajny) |
|  |                               |
|  | Uria lomvia (nurzyk polarny)  |
|  |                               |

|  | Alca torda (alka zwyczajna)         |
|  |                                     |
|  | Pinguinus impennis (alka olbrzymia) |
|  |                                     |

|  | Uria aalge (nurzyk zwyczajny) |
|  |                               |
|  | Uria lomvia (nurzyk polarny)  |
|  |                               |

|  | Alca torda (alka zwyczajna)         |
|  |                                     |
|  | Pinguinus impennis (alka olbrzymia) |
|  |                                     |

|  | Uria aalge (nurzyk zwyczajny) |
|  |                               |
|  | Uria lomvia (nurzyk polarny)  |
|  |                               |

|  | Alca torda (alka zwyczajna)         |
|  |                                     |
|  | Pinguinus impennis (alka olbrzymia) |
|  |                                     |

|  | Brachyramphus marmoratus (morzyk marmurkowy)     |
|  |                                                  |
|  | Brachyramphus brevirostris (morzyk krótkodzioby) |
|  |                                                  |

|  | Cepphus grylle (nurnik zwyczajny)                                                                   |
|  | |
|  | \| \| Cepphus columba (nurnik aleucki) \| \| \| \| \| \| Cepphus carbo (nurnik ochocki) \| \| \| \| |
|  | |
|  | Cepphus columba (nurnik aleucki)                                                                    |
|  | |
|  | Cepphus carbo (nurnik ochocki)                                                                      |
|  | |

|  | Cepphus columba (nurnik aleucki) |
|  |                                  |
|  | Cepphus carbo (nurnik ochocki)   |
|  |                                  |

|  | Brachyramphus marmoratus (morzyk marmurkowy)     |
|  |                                                  |
|  | Brachyramphus brevirostris (morzyk krótkodzioby) |
|  |                                                  |

|  | Cepphus grylle (nurnik zwyczajny)                                                                   |
|  | |
|  | \| \| Cepphus columba (nurnik aleucki) \| \| \| \| \| \| Cepphus carbo (nurnik ochocki) \| \| \| \| |
|  | |
|  | Cepphus columba (nurnik aleucki)                                                                    |
|  | |
|  | Cepphus carbo (nurnik ochocki)                                                                      |
|  | |

|  | Cepphus columba (nurnik aleucki) |
|  |                                  |
|  | Cepphus carbo (nurnik ochocki)   |
|  |                                  |

|  | Uria aalge (nurzyk zwyczajny) |
|  |                               |
|  | Uria lomvia (nurzyk polarny)  |
|  |                               |

|  | Alca torda (alka zwyczajna)         |
|  |                                     |
|  | Pinguinus impennis (alka olbrzymia) |
|  |                                     |

|  | Uria aalge (nurzyk zwyczajny) |
|  |                               |
|  | Uria lomvia (nurzyk polarny)  |
|  |                               |

|  | Alca torda (alka zwyczajna)         |
|  |                                     |
|  | Pinguinus impennis (alka olbrzymia) |
|  |                                     |

|  | Uria aalge (nurzyk zwyczajny) |
|  |                               |
|  | Uria lomvia (nurzyk polarny)  |
|  |                               |

|  | Alca torda (alka zwyczajna)         |
|  |                                     |
|  | Pinguinus impennis (alka olbrzymia) |
|  |                                     |

|  | Uria aalge (nurzyk zwyczajny) |
|  |                               |
|  | Uria lomvia (nurzyk polarny)  |
|  |                               |

|  | Alca torda (alka zwyczajna)         |
|  |                                     |
|  | Pinguinus impennis (alka olbrzymia) |
|  |                                     |

|  | Brachyramphus marmoratus (morzyk marmurkowy)     |
|  |                                                  |
|  | Brachyramphus brevirostris (morzyk krótkodzioby) |
|  |                                                  |

|  | Cepphus grylle (nurnik zwyczajny)                                                                   |
|  | |
|  | \| \| Cepphus columba (nurnik aleucki) \| \| \| \| \| \| Cepphus carbo (nurnik ochocki) \| \| \| \| |
|  | |
|  | Cepphus columba (nurnik aleucki)                                                                    |
|  | |
|  | Cepphus carbo (nurnik ochocki)                                                                      |
|  | |

|  | Cepphus columba (nurnik aleucki) |
|  |                                  |
|  | Cepphus carbo (nurnik ochocki)   |
|  |                                  |

|  | Brachyramphus marmoratus (morzyk marmurkowy)     |
|  |                                                  |
|  | Brachyramphus brevirostris (morzyk krótkodzioby) |
|  |                                                  |

|  | Cepphus grylle (nurnik zwyczajny)                                                                   |
|  | |
|  | \| \| Cepphus columba (nurnik aleucki) \| \| \| \| \| \| Cepphus carbo (nurnik ochocki) \| \| \| \| |
|  | |
|  | Cepphus columba (nurnik aleucki)                                                                    |
|  | |
|  | Cepphus carbo (nurnik ochocki)                                                                      |
|  | |

|  | Cepphus columba (nurnik aleucki) |
|  |                                  |
|  | Cepphus carbo (nurnik ochocki)   |
|  |                                  |

Pinguinus alfrednewtoni był większym, również nielotnym, przedstawicielem rodzaju Pinguinus żyjącym we wczesnym pliocenie. Znany jest z kości odnalezionych w Yorktown Formation z Lee Creek Mine w Karolinie Północnej. Uznaje się, że wraz z alką olbrzymią miał bliskiego wspólnego przodka. Pinguinus alfrednewtoni występował w zachodniej części Oceanu Atlantyckiego, zaś alki olbrzymie – we wschodniej. Po wymarciu P. alfrednewtoni alki olbrzymie zajęły jego dawne tereny występowania. Alka olbrzymia nie była spokrewniona z innymi rodzajami nielotnych alk – Mancalla, Praemancalla i Alcodes.

### Etymologia

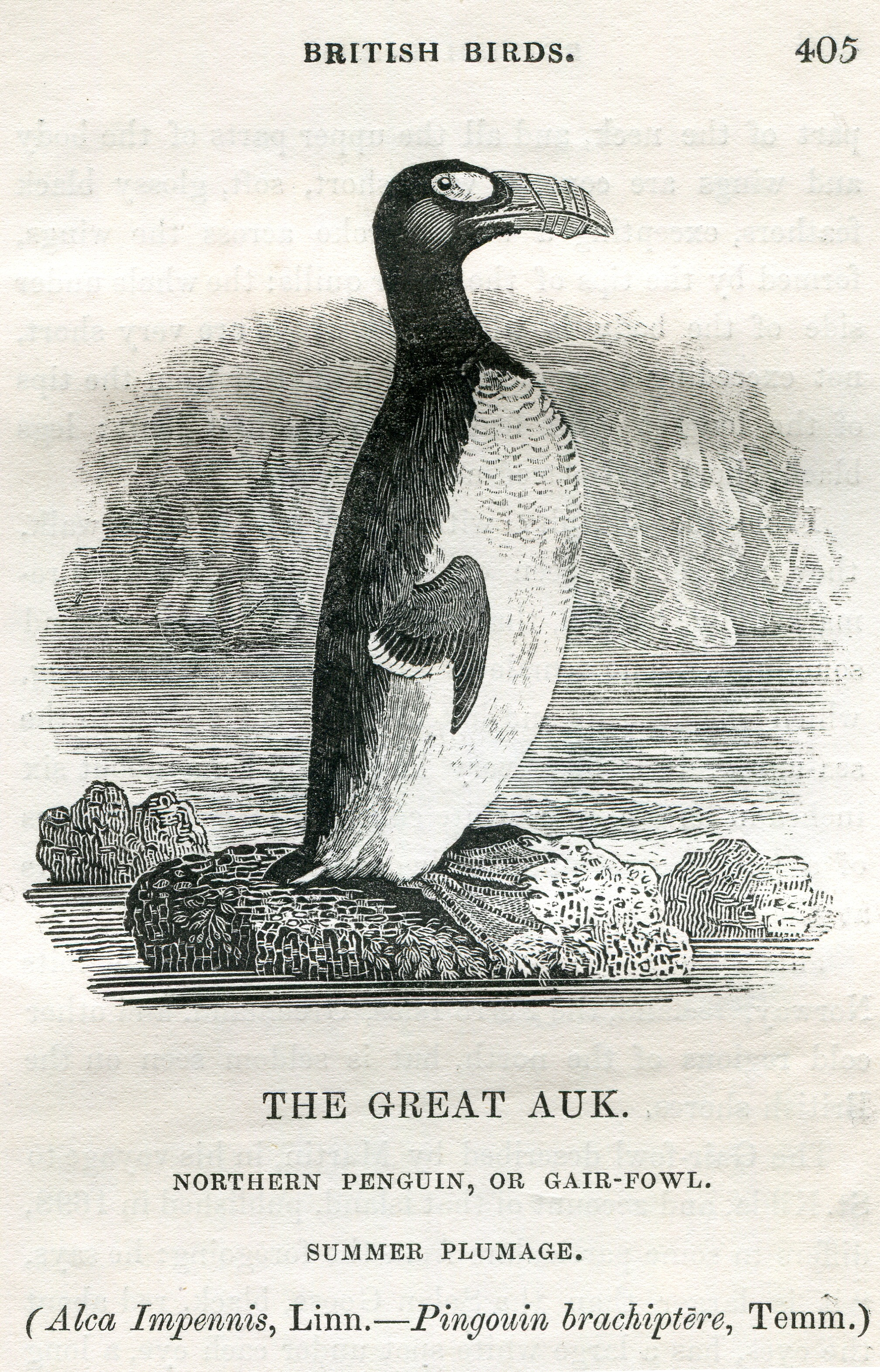
„Great Auk, Northern Penguin, or Gair-Fowl”, drzeworyt autorstwa Thomasa Bewicka w A History of British Birds, 1804 (Bewick stwierdził: „Ten gatunek nigdzie nie jest liczny: zamieszkuje Norwegię, Islandię, Wyspy Owcze, Grenlandię i inne zimne regiony północy, jednak rzadko widywany jest u brytyjskich wybrzeży”)

Alka olbrzymia była jednym z 4,4 tys. gatunków opisanych formalnie przez Karola Linneusza w jego XVIII-wiecznym dziele Systema Naturae, w którym otrzymała nazwę Alca impennis. Nazwa Alca jest łacińskim słowem pochodzącym od skandynawskiego określenia na alki zwyczajne i spokrewnione gatunki. Już wcześniej alki olbrzymie pojawiały się w literaturze, a Charles de L’Écluse w 1605 opisał ją pod nazwą Mergus Americanus. Przedstawił również drzeworyt będący najstarszym jednoznacznym przedstawieniem tego gatunku.
W 1791 po raz pierwszy umieszczono alkę olbrzymią we własnym rodzaju Pinguinus. Nazwa rodzajowa wywodzi się od hiszpańskiej i portugalskiej nazwy tego ptaka, która z kolei pochodzi od łacińskiego pinguis – „tłusty”, zaś epitet gatunkowy impennis pochodzi z łaciny i odnosi się do braku lotek lub pennae.

## Morfologia

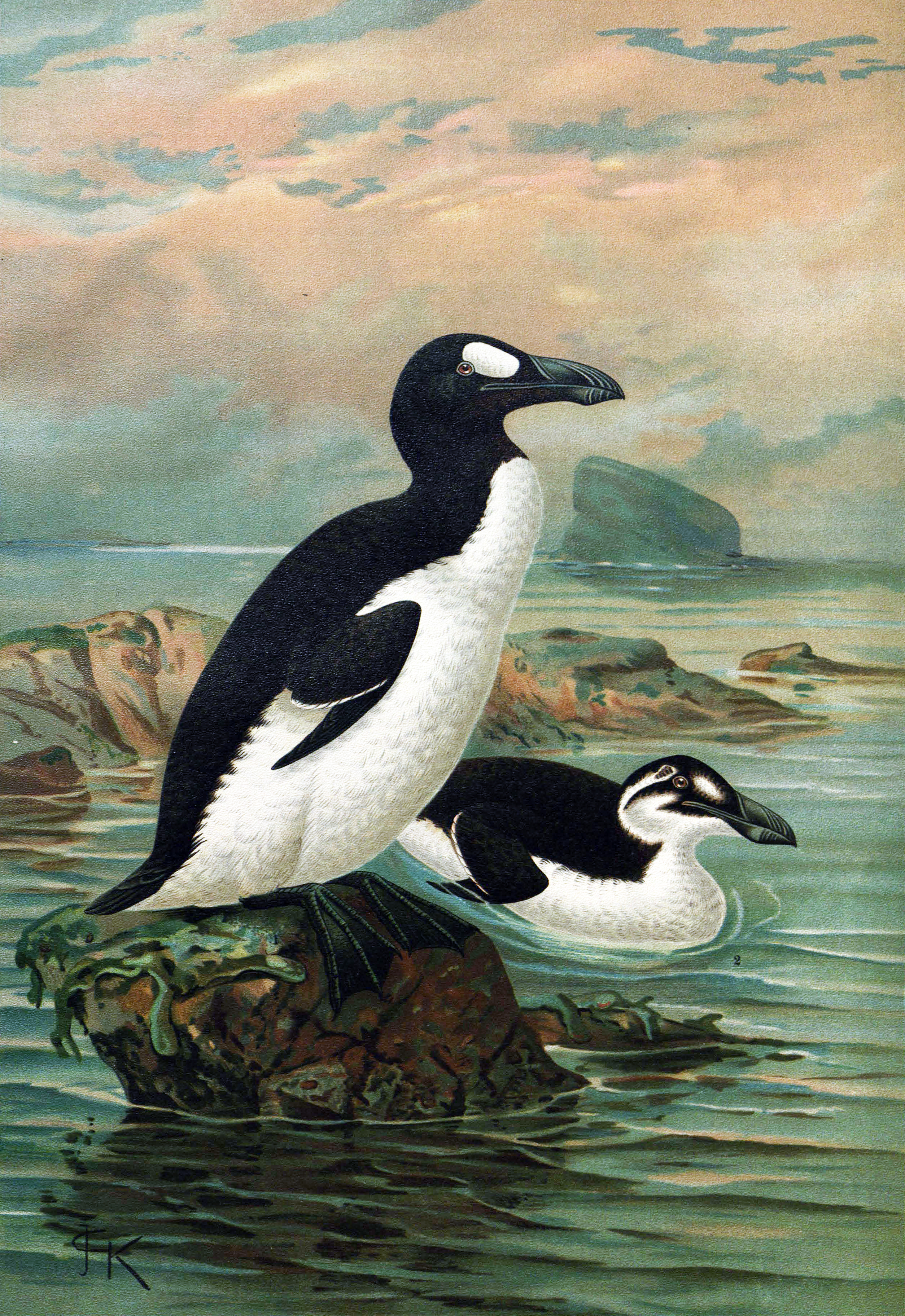
Upierzenie w szacie letniej (u stojącego ptaka) i zimowej (u płynącego ptaka); John Gerrard Keulemans

Alki olbrzymie osiągały 75–85 cm wysokości stojąc, zaś ich masa ciała wynosiła blisko 5 kg. Czyniło je to drugimi pod względem wielkości członkami zarówno całej rodziny alk, jak i rzędu siewkowych (Charadriiformes); pierwszymi były Miomancalla. Alki olbrzymie z północy przeciętnie były większe od tych z południa. Samce i samice miały podobne upierzenie, są jednak dowody na istnienie różnic w rozmiarach ciała, szczególnie dzioba i kości udowej. Grzbiet miał kolor głównie połyskliwie czarny, brzuch – biały. Szyja i nogi były krótkie, głowa i skrzydła – niewielkie. Ze względu na grubą warstwę tłuszczu niezbędną do ogrzania ciała alki olbrzymie zdawały się mieć okrągłą sylwetkę. W lecie nad okiem pojawiała się szeroka biała plama. Tęczówka miała barwę piwną lub orzechową. W zimie alki olbrzymie pierzyły się, a białą plamę nad okiem zastępował biały pasek łączący oczy. Latem broda i gardło przybierały barwę czarnobrązową, a wnętrze dzioba – żółtą. Na zimę gardło bielało. Niektóre osobniki miały mieć szare boki ciała, jednak nie jest znana częstość występowania takiej barwy lub jej powiązanie z porami roku. Dziób był duży, na końcu zagięty; liczył około 11 cm długości. Na szczęce i żuchwie obecne były białe rowki: do 7 na szczęce i 12 na żuchwie; zimą stawały się mniej liczne. Skrzydła mierzyły zaledwie 15 cm długości, zaś najdłuższe ich pióra – 10 cm. Stopy i krótkie pazury cechowała barwa czarna, błonę między palcami – czarnobrązowa. Nogi ulokowane były daleko w tyle ciała, co zapewniało siłę podczas pływania i nurkowania.
Pisklęta opisywano jako szare i pokryte puchem, jednakże ze względu na brak zachowanych okazów ich dokładny wygląd jest nieznany. Osobniki młodociane miały mniej wyżłobień na dziobie, ponadto upierzenie ich szyi było pstrokate, czarno-białe. Biała plama nad okiem nie występowała, w jej miejsce obecna była szara linia przebiegająca przez oczy (okalane białymi obrączkami ocznymi) aż pod otwory uszne.
Alki olbrzymie odzywały się między innymi niskim rechoczącym dźwiękiem i ochrypłym krzykiem. Pewien żyjący w niewoli osobnik w razie zaniepokojenia odzywał się bulgoczącym głosem. Nie są znane inne głosy alk olbrzymich; uznaje się, że były podobne do tych alki zwyczajnej, jedynie głośniejsze i głębsze.

## Zasięg występowania i środowisko

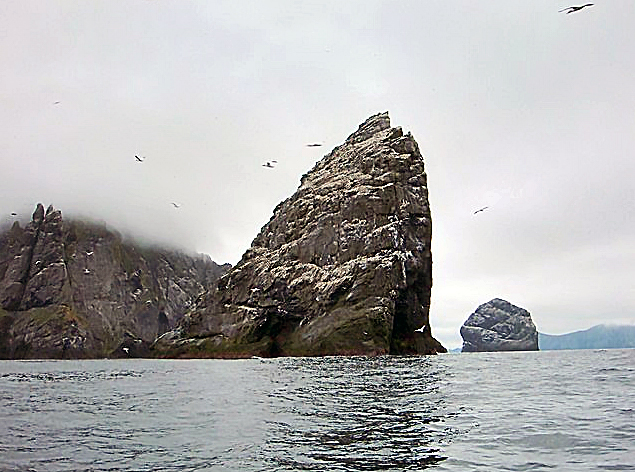
Stac an Armin, St Kilda, jedno z miejsc, gdzie gniazdowały alki olbrzymie

Alki olbrzymie występowały na chłodnych wodach północnego Oceanu Atlantyckiego u wybrzeży Kanady, północno-wschodniego USA, Norwegii, Grenlandii, Islandii, Wysp Owczych, Irlandii, Wielkiej Brytanii, Francji oraz Półwyspu Iberyjskiego.
Alki olbrzymie opuszczały wody Atlantyku jedynie podczas sezonu lęgowego, poza nim nawet odpoczywały na wodzie. Ich kolonie umiejscowione były na obszarze od Morza Baffina po Zatokę Świętego Wawrzyńca, dalej na obszarze północnego Atlantyku, w tym Islandii, oraz w Norwegii i Wielkiej Brytanii. Jako miejsca zakładania kolonii wybierały skaliste wyspy z opadającymi wybrzeżami, które umożliwiały im dostęp do wody. Były to dość trudne do spełnienia warunki i uważa się, że istniało nie więcej niż 20 kolonii alk olbrzymich. Miejsca rozrodu musiały również znajdować się blisko zasobnych w pokarm żerowisk i leżeć z dala od interioru, tak by nie docierały do nich drapieżniki pokroju niedźwiedzi polarnych i ludzi. Znane są lokalizacje jedynie 7 dawnych kolonii lęgowych: Papa Westray (Orkady), St Kilda u wybrzeża Szkocji, Grímsey, Eldey i współcześnie nieistniejąca Geirfuglasker u wybrzeży Islandii, Funk Island (Nowa Fundlandia) i Wyspy Magdaleny w Zatoce Świętego Wawrzyńca. Prawdopodobnie alki olbrzymie mogły też gniazdować na Cape Cod w Massachusetts. Do przełomu XVIII i XIX wieku obszary lęgowe alk olbrzymich ograniczone zostały do Funk Island, Grímsey, Eldey, Zatoki Świętego Wawrzyńca i St Kildy. Na Funk Island istniała największa znana kolonia. Po opierzeniu się piskląt alki olbrzymie migrowały zarówno na północ, jak i na południe od miejsc gniazdowania, zaś późną jesienią i zimą zwykły przemieszczać się na południe.
Były pospolite w Grand Banks w Nowej Fundlandii. Nie stwierdzono, by zapuszczały się dalej na południe niż do zatoki Massachusetts. Prace archeologiczne wykazały obecność szczątków alk olbrzymich w Nowej Anglii i południowej Hiszpanii. Szczątki alki olbrzymiej znaleziono najdalej na południe na Florydzie, gdzie mogły być obecne podczas czterech okresów: w okolicy 1000 roku p.n.e. i 1000 roku n.e. oraz w XV i XVII wieku. Niektórzy autorzy sugerowali, że kości z Florydy mogły pochodzić z handlu. Plejstoceńskie szczątki wskazują również na ich występowanie w południowej Francji, we Włoszech i na innych wybrzeżach Morza Śródziemnego.

## Ekologia i zachowanie

Alki olbrzymie; John James Audubon, The Birds of America (1827–1838)

Alki olbrzymie nigdy nie zostały zaobserwowane i opisane przez współczesnych naukowców za czasów ich występowania, toteż znane są wyłącznie z informacji pochodzących od laików, między innymi żeglarzy, stąd ich zwyczaje są słabo poznane i trudne do opisania. Wiele informacji można wywnioskować z wiedzy dotyczącej zwyczajów blisko spokrewnionych alk zwyczajnych i z pozostałości tkanek miękkich.
Alki olbrzymie chodziły powoli, niekiedy na nierównym terenie pomagały sobie skrzydłami. Biegały niezgrabnie, krótkimi krokami, w linii prostej. Zagrażało im niewiele drapieżników, głównie były to ssaki morskie (jak orki oceaniczne) i bieliki amerykańskie. W koloniach lęgowych posilały się niedźwiedzie polarne. Wedle opisów alki olbrzymie nie miały wrodzonego lęku przed ludźmi, którym sprzyjała ich nielotność i niezgrabność na lądzie. Ludzie odławiali te ptaki dla pozyskania pokarmu, piór oraz okazów do muzeów i prywatnych kolekcji. Alki olbrzymie reagowały na dźwięki, jednak rzadko okazywały strach na sam widok czegoś. Agresywnie broniły się dziobem zarówno w koloniach lęgowych, jak i w obliczu zagrożenia czy niewoli ze strony człowieka. Uważa się, że żyły do 20–25 lat. Zimą alki olbrzymie przemieszczały się na południe w parach lub małych grupach, nie całymi koloniami.
Alki olbrzymie doskonale pływały, swoich skrzydeł używając jako siły napędowej pod wodą. Podczas pływania głowę trzymały w górze, wciągały natomiast szyję. Potrafiły przechylać się, zmieniać kierunek i obracać się pod wodą. Wiadomo, że nurkowały na głębokość do 76 m, twierdzono, że miały nurkować i do 1 km głębokości. Ze względu na potrzebę oszczędzania energii w większości nurkowały płytko. Potrafiły wstrzymywać oddech na okres do 15 minut, dłużej od fok. Duża głębokość nurkowania ograniczała konkurencję z innymi alkami. Alki olbrzymie były zdolne do przyśpieszania pod wodą i wyskakiwania na półki skalne nad wodą.

### Pożywienie

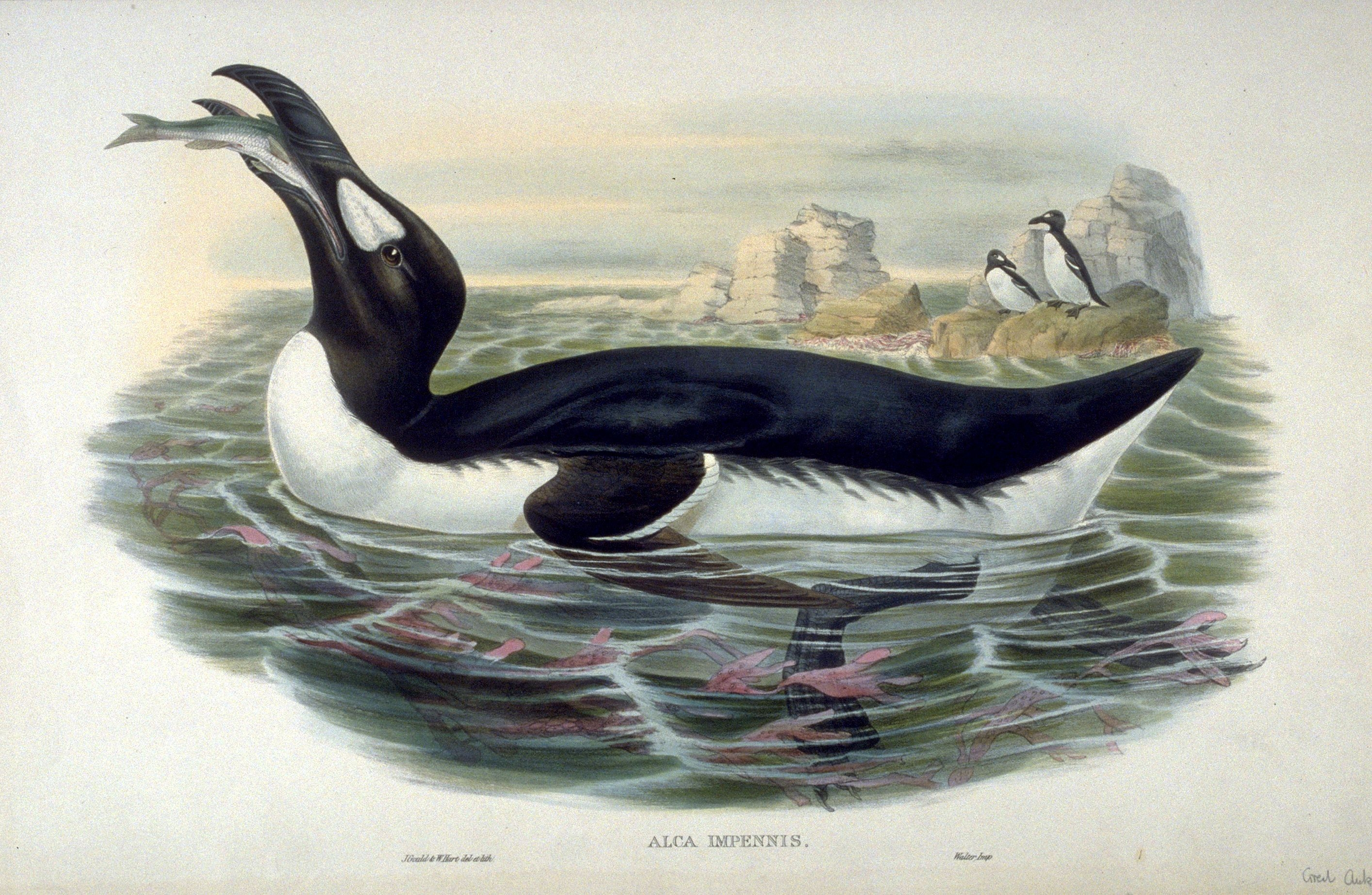
Alka olbrzymia jedząca rybę; John Gould

Alki olbrzymie przeważnie żerowały w wodach płytszych niż te wybierane przez inne alki, choć po sezonie lęgowym widywano je nawet 500 km od wybrzeży. Uważa się, że kooperowały przy polowaniu. Ich głównym pożywieniem były ryby, przeważnie mające 12–20 cm długości i ważące 40–50 g. Sporadycznie łapały jednak zdobycz, której długość ciała stanowiła połowę ich własnej. W oparciu o badania szczątków znalezionych na Funk Island wraz z kośćmi alki olbrzymiej oraz założenia oparte na ekologii i morfologii wywnioskować można, że najchętniej wybieraną zdobyczą były menhadeny (Brevoortia tyrannus) i gromadniki (Allotus villosus). Możliwe, że polowały także na taszowate (Cyclopteridae), kury diabły (Myoxocephalus scorpius), dorsze (Gadus) oraz dobijakowate (Ammodytidae), a prócz tego zjadały skorupiaki. Młode mogły żywić się planktonem, prawdopodobnie też rybami i skorupiakami zwracanymi przez rodziców.

### Lęgi

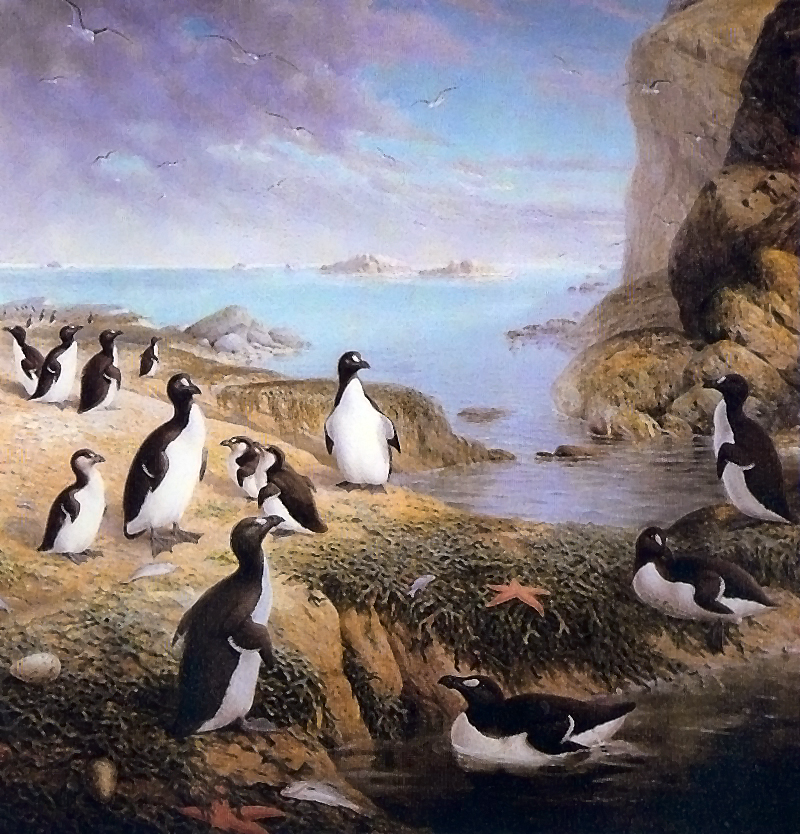
Tereny lęgowe z osobnikami młodocianymi i jajami; John Gerrard Keulemans

Historyczne opisy zachowań lęgowych alki olbrzymiej nie są zbyt wiarygodne. Dobieranie się w pary alki olbrzymie rozpoczynały na początku i w połowie maja. Istniało przekonanie, wedle którego łączyły się w pary na całe życie; niektórzy autorzy uważają jednak, że mogły spółkować z ptakami spoza pary, jak to bywa u alk zwyczajnych. Po dobraniu się w parę znajdowały miejsce gniazdowania w kolonii na klifie, gdzie prawdopodobnie również kopulowały. Dobrane już pary wykonywały rytuał, w którym kiwały głowami i pokazywały sobie białą plamę nad okiem, zdobienia dzioba i jego żółte wnętrze. Kolonie były bardzo gęsto obsadzone, niektóre szacunki mówią o parze na 1 m². Jeśli dołączały do nich inne gatunki alk, alki olbrzymie dominowały.

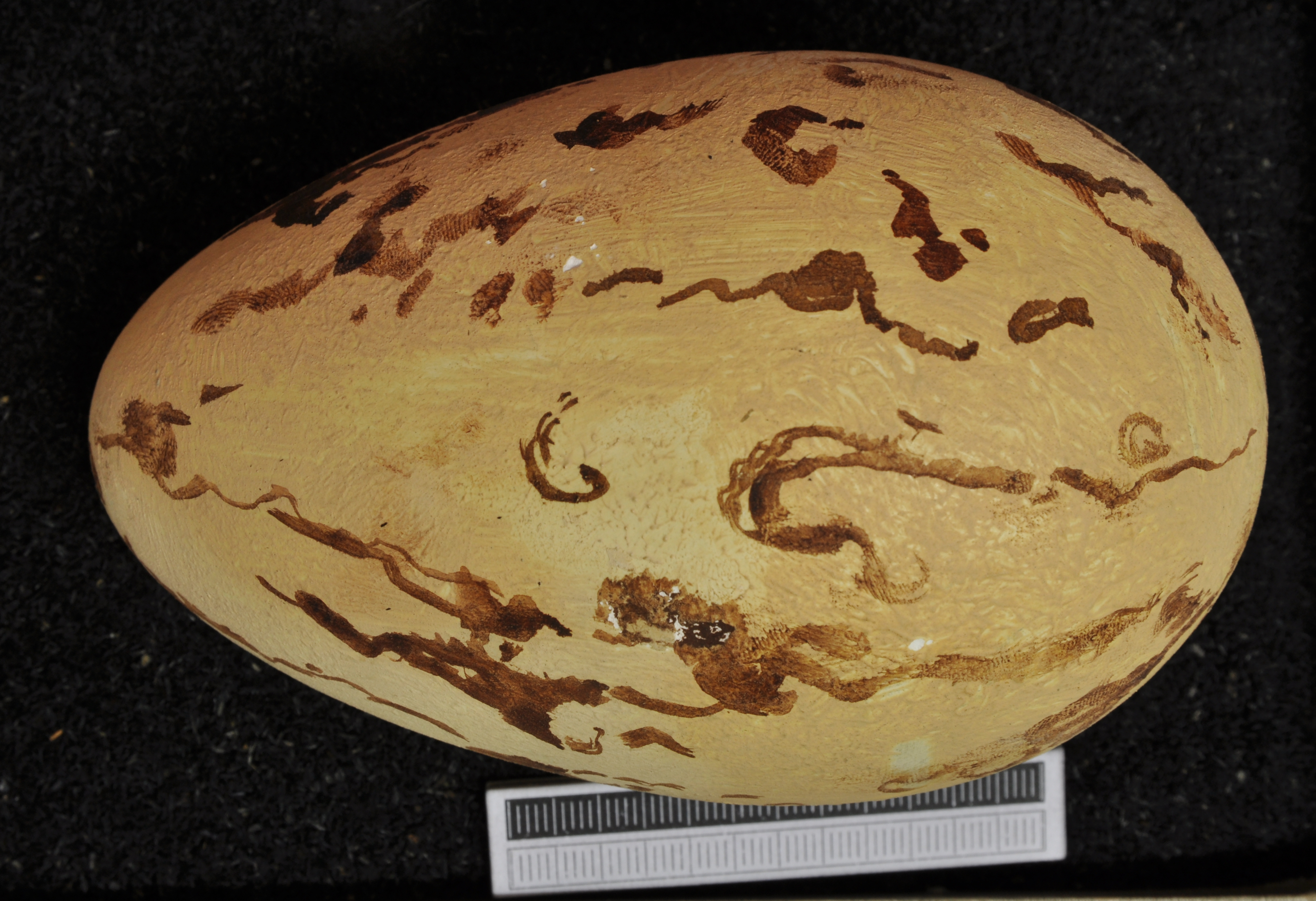
Jajo, Museum Wiesbaden

Samice składały tylko jedno jajo na rok, między końcem maja a początkiem czerwca; w razie utraty pierwszego jaja mogły znieść drugie. W latach z niedostatkiem pożywienia lęgi nie odbywały się. Pojedyncze jajo składane było na gołej ziemi, do 100 m od wybrzeża. Miało kształt owalny, przeciętnie liczyło 12,4 cm długości i 7,6 cm szerokości w najszerszym miejscu. Skorupka miała barwę od jasnożółtej po jasnoochrową, zdobiły ją zmiennie czarne, brązowe oraz szarawe plamy i linie, często skupione na szerszym końcu. Uznaje się, że ta zmienność pozwalała rodzicom na rozpoznawanie własnego jaja w kolonii. Podczas wysiadywania, w którym brały udział obydwa ptaki z pary, alki olbrzymie przybierały wyprostowaną pozycję. Wysiadywanie trwało 39–44 dni. Przeważnie klucie następowało w czerwcu, ale zdarzały się obserwacje jaj i w sierpniu.
Obydwa ptaki z pary karmiły pisklęta, które według jednego opisu porastał szary puch. Po dwóch lub trzech tygodniach młode były wystarczająco dojrzałe do opuszczenia gniazda, co zwykle czyniły w połowie lipca. Rodzice opiekowali się młodymi po opierzeniu, widywano też, jak pływały z młodymi na grzbietach. Alki olbrzymie osiągały dojrzałość płciową w wieku 4–7 lat.

## Relacje z ludźmi

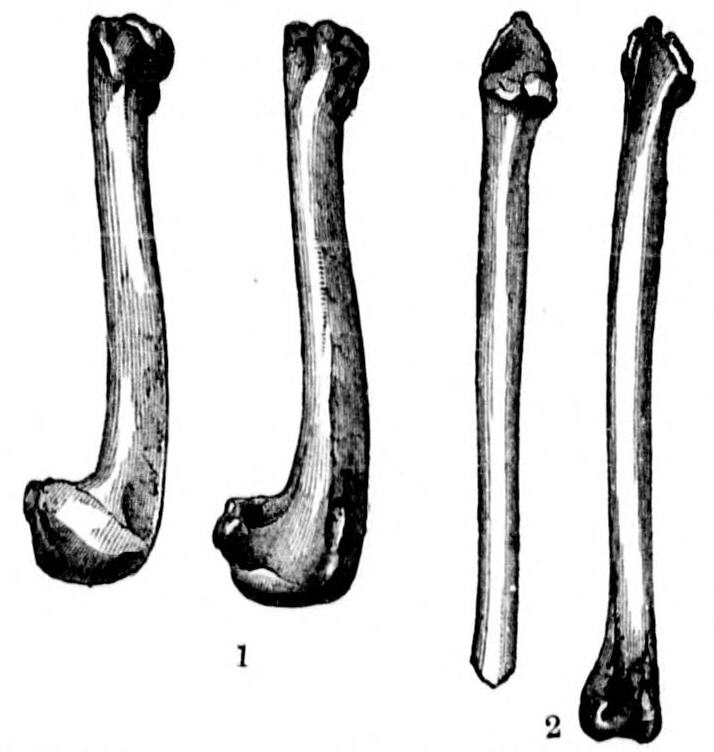
Ilustracja przedstawiająca dwie kości ramienne (1) i dwie piszczelowo-stępowe pochodzące od alki olbrzymiej, odkryte w składowisku odpadków na stanowisku archeologicznym w Caithness (Szkocja)

Alki olbrzymie stanowiły źródło pożywienia dla neandertalczyków ponad 100 tys. lat temu, czego dowodzą dobrze oczyszczone kości odnalezione nieopodal ognisk. Malowidła mające przedstawiać alki olbrzymie odnaleziono na ścianach jaskini El Pendo (okolice Camargo, północna Hiszpania) i w jaskini Paglicci (w Apulii, w południowo-wschodnich Włoszech); liczą ponad 35 tys. lat. Malowidła naskalne mające ponad 20 tys. lat odnaleziono we francuskiej Jaskini Cosquera.
Rdzenni Amerykanie cenili alki olbrzymie jako źródło pożywienia i jako zwierzęta symboliczne. Przedstawienia tych ptaków znajdowano na kościanych naszyjnikach. Jedną osobę zmarłą w okresie od 7000 lat p.n.e. do XVIII wieku (w języku angielskim okres zwany „Maritime Archaic”) w Port au Choix (Nowa Fundlandia i Labrador) otaczało ponad 200 dziobów alk olbrzymich, co uznaje się za pozostałość płaszcza zrobionego z ich skórek, z głowami zachowanymi jako dekoracje. Blisko połowa kości ptaków znalezionych w miejscach pochówku na stanowisku w Port au Choix należała do alk olbrzymich, co wskazuje na ich duże znaczenie kulturowe w podanym okresie. Beothukowie wykorzystywali suszone żółtka jaj alki olbrzymiej do przyrządzania puddingów. Ludzie kultury Dorset także polowali na alki olbrzymie. Na Grenlandii nadmierny odłów ze strony społeczności Saqqaq doprowadził do lokalnego zmniejszenia zasięgu.

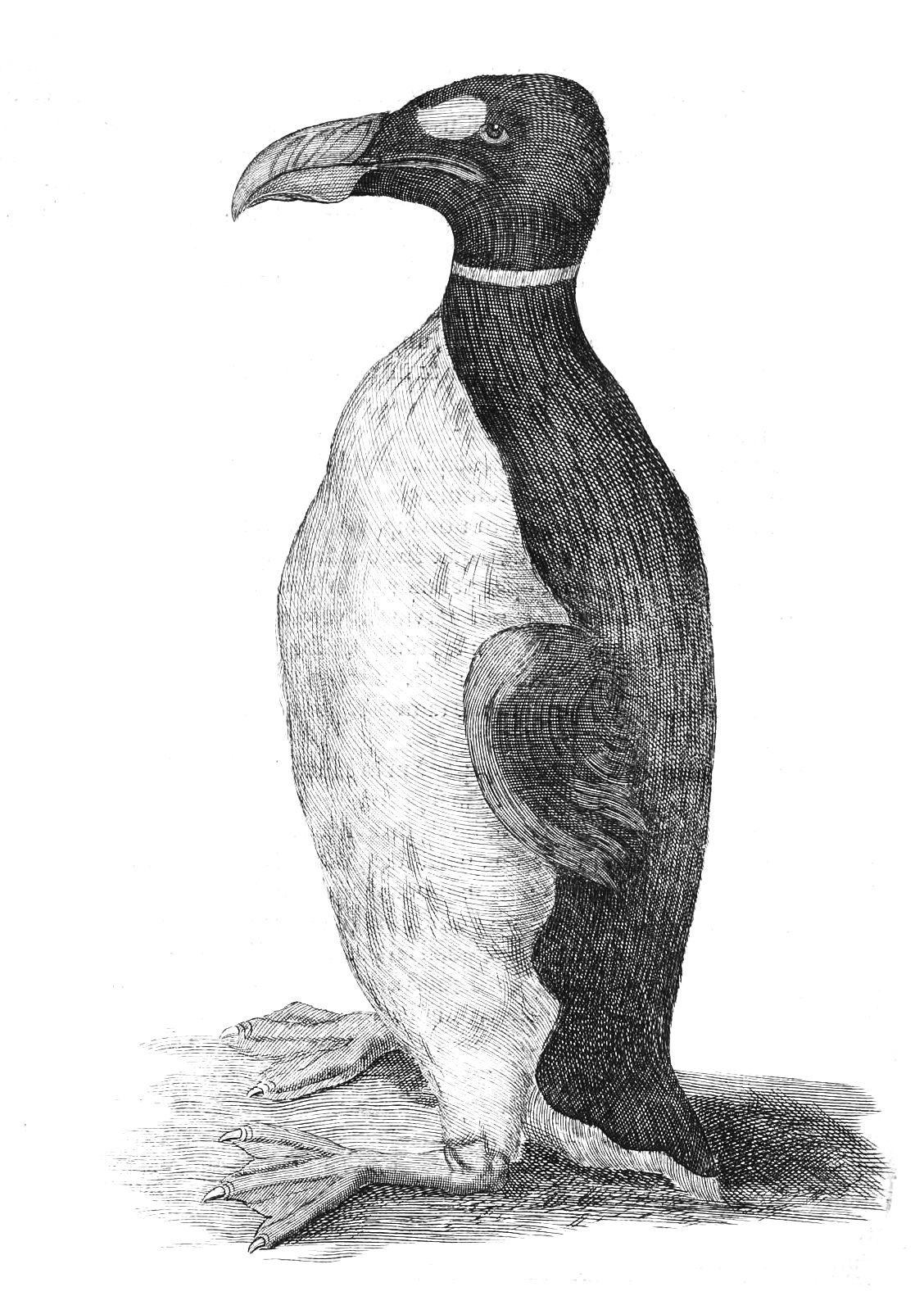
Jedyna znana ilustracja alki olbrzymiej wykonana na podstawie obserwacji żywego osobnika, 1665. Było to zwierzę domowe Olego Worma, alkę otrzymał z Wysp Owczych

W późniejszym okresie europejscy żeglarze używali alk olbrzymich jako punktów orientacyjnych, jako że ich obecność wskazywała na zbliżanie się do nowofundlandzkich Grand Banks.
Według szacunków populację alk olbrzymich można było liczyć w milionach. Ptaki te odławiano dla mięsa, jaj i puchu co najmniej od VIII wieku. Wcześniej polowały na nie lokalne rdzenne społeczności, co udokumentowano z neolitycznych stanowisk Skandynawii i wschodniej Ameryki Północnej oraz z początku V wieku z Labradoru, gdzie pojawiały się najpewniej tylko zabłąkane osobniki. Wcześni odkrywcy, w tym Jacques Cartier, i członkowie załóg licznych statków mających dotrzeć do złota na Ziemi Baffina nie dysponowali zapasami pożywienia na drogę powrotną, stąd używali alk olbrzymich jako źródła pokarmu i przynętę podczas połowów. Niektóre okręty z późniejszych epok miały przybijać do brzegu z koloniami alk, by po opuszczeniu kładek załoga mogła zagonić na pokład setki osobników, które następnie zabijano. Część autorów podważa opisy takich praktyk i ich skuteczność. Jaja alk olbrzymich również stanowiły cenne źródło pożywienia, gdyż rozmiarem trzykrotnie przewyższały jaja nurzyków i miały duże żółtka. Żeglarze są również odpowiedzialni za zawleczenie na wyspy szczurów plądrujących gniazda.

### Wymarcie
Mała epoka lodowa mogła przyczynić się do redukcji liczebności alki olbrzymiej przez narażenie niektórych wysp na drapieżnictwo ze strony niedźwiedzi polarnych, jednak za drastyczny spadek liczebności odpowiada trzebienie kolonii dla pozyskania puchu. Do połowy XVI wieku kolonie wzdłuż europejskiego wybrzeża Atlantyku zostały niemal w całości zniszczone wskutek zabijania alk dla puchu, którym wypychano poduszki. W 1553 po raz pierwszy wprowadzono oficjalnie prawo chroniące alki olbrzymie, a w 1794 w Wielkiej Brytanii zakazano zabijania alk dla piór. W kanadyjskim mieście St. John's osoby łamiące ustanowiony w 1775 zakaz zabijania alk dla piór były publicznie chłostane, choć polowanie dla uzyskania przynęty dla ryb było nadal dozwolone. W Ameryce Północnej początkowo preferowano puch edredonowy, lecz – jako że w latach 70. XVII wieku nieomal wytępiono tam edredony – osoby pozyskujące puch zaczęły zabijać alki olbrzymie; jednocześnie spadał popyt na ich mięso, tłuszcz i użyteczność jako przynęty.
Na wyspie Funk alki olbrzymie wymarły przed 1800. Aaron Thomas służący na HMS Boston opisał w 1794 jak systematycznie trzebiono alki (przez autora nazywane „Penguins”) aż do ich wymarcia:

Jeśli przybywasz po ich pióra nie kłopotaj się zabijaniem ich, ale weź jedną i wyrwij najlepsze z piór. Potem porzuć biedną [alkę], ze skórą w połowie nagą i zdartą, by z wolna ginęła. To nie jest zbyt humanitarna metoda, lecz ta praktyka jest pospolita. Jeśli przebywasz na tej wyspie, nieustannie wprawiasz się w odrażających okrucieństwach, ponieważ nie tylko obdzierasz je żywcem ze skóry, ale też żywcem palisz, by ugotować ich ciała. Bierzesz kocioł i do niego wsadzasz [alkę] czy dwie, rozpalasz pod nim ogień, a ten ogień całkowicie stworzony jest z samych nieszczęsnych [alk]. Ich ciała będąc tłustymi szybko rozpalają płomień; na wyspie nie ma drewna

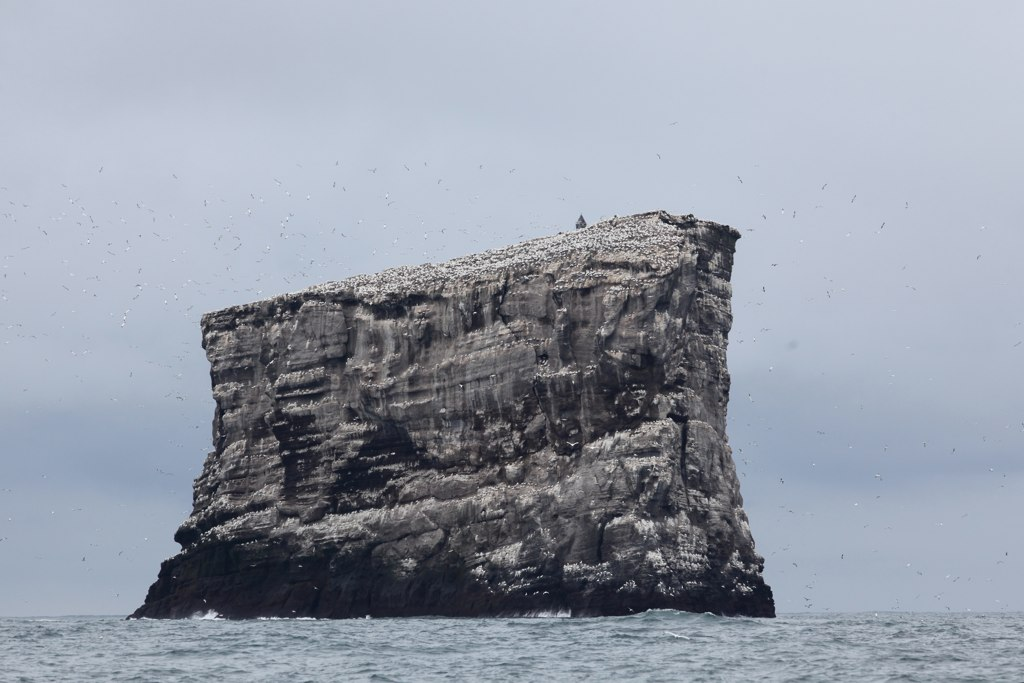
Eldey, ostatnia ostoja alki olbrzymiej

Wraz ze spadkiem liczebności alk olbrzymich wzrastał popyt na ich okazy i ich jaja, które dla zamożnych Europejczyków stały się wysoko cenionymi przedmiotami kolekcjonerskimi. Zbieracze jaj szybko zorientowali się, że jaja w obrębie kolonii są składane w różnych dniach, toteż mogą po nie powracać. Zbierali tylko jaja bez zarodków i przeważnie wyrzucali te z rozwijającym się zarodkiem.
Na wysepce Stac an Armin (St Kilda) w lipcu 1840 ostatnia widziana na Wyspach Brytyjskich alka została złapana i zabita. Trzech mężczyzn ze St Kildy złapało „garefowl”, zwrócili uwagę na małe skrzydła i dużą białą plamę na głowie. Związali ptaka i trzymali w niewoli przez trzy dni, nim nadszedł duży sztorm. Przekonani, iż ptak jest czarownicą i wywołał sztorm, zatłukli go kijem.

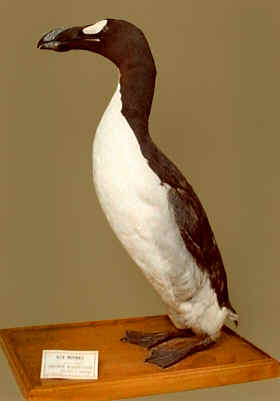
Okaz numer 3, Bruksela, jeden z dwóch ostatnich ptaków zabitych na Eldey w 1844

Ostatnia kolonia alk olbrzymich mieściła się na Geirfuglasker („Skale alki olbrzymiej”) u wybrzeża Islandii. Była to wysepka wulkanicznego pochodzenia, otoczona klifami chroniącymi ją od ludzi, jednak w 1830 po erupcji wulkanicznej została zatopiona, a ptaki przeniosły się na dostępną od jednej strony wyspę Eldey. W momencie odkrycia w 1835 tamtejsza kolonia liczyła blisko 50 osobników. Na zlecenia muzeów szybko zaczęto zabijać ptaki w kolonii. Ostatnia para, którą zastano podczas wysiadywania jaja, została zabita 3 czerwca 1844 na zlecenie kupca chcącego uzyskać spreparowane okazy. Jón Brandsson i Sigurður Ísleifsson udusili dorosłe, Ketill Ketilsson butem rozbił jajo.
Specjalizujący się w alkach olbrzymich John Wolley rozmawiał z mężczyznami, którzy zabili ostatnie osobniki, Sigurður opisał to następująco:

Skały były pokryte blackbirds [chodzi tu o nurzyki] i były tu Geirfugles ... Szły powoli. Jón Brandsson zakradł się z rozłożonymi rękoma. Ptak którego dorwał Jón skrył się w kącie, lecz [mój] zmierzał na skraj klifu. Chodził jak człowiek ... ale szybko ruszał stopami. [Ja] złapałem go blisko krawędzi – przepaści głębokiej na wiele sążni. Jego skrzydła układały się blisko boków – nie zwisały. Złapałem go za szyję i zatrzepotał skrzydłami. Nie zakrzyczał. Udusiłem go.

Międzynarodowa Unia Ochrony Przyrody (IUCN) akceptuje doniesienie o obserwacji z 1852 w rejonie nowofundlandzkich Grand Banks.
Potencjalne przywrócenie alki olbrzymiej do życia z pomocą DNA pozyskanego z okazów muzealnych wzbudziło zainteresowanie internautów. Potencjalny sposób opisali członkowie kalifornijskiej organizacji pozarządowej Revive & Restore, zajmującej się zagadnieniem przywracania wymarłych gatunków. Wskazaną przez R&R przeszkodą jest między innymi sama metoda, dokładnie opanowana w przypadku kur domowych, jednak bez wystarczającego powodzenia w próbach z dzikimi ptakami. Zakłada ona wykorzystywanie międzygatunkowych chimer zarodkowych linii rozrodczych i edycję niektórych genów; jest to hipotetyczne rozwiązanie, do momentu opracowania założeń projektu próba z kurą domową i dzikim gatunkiem ptaka powiodła się jedynie dwukrotnie.

### Zachowane okazy

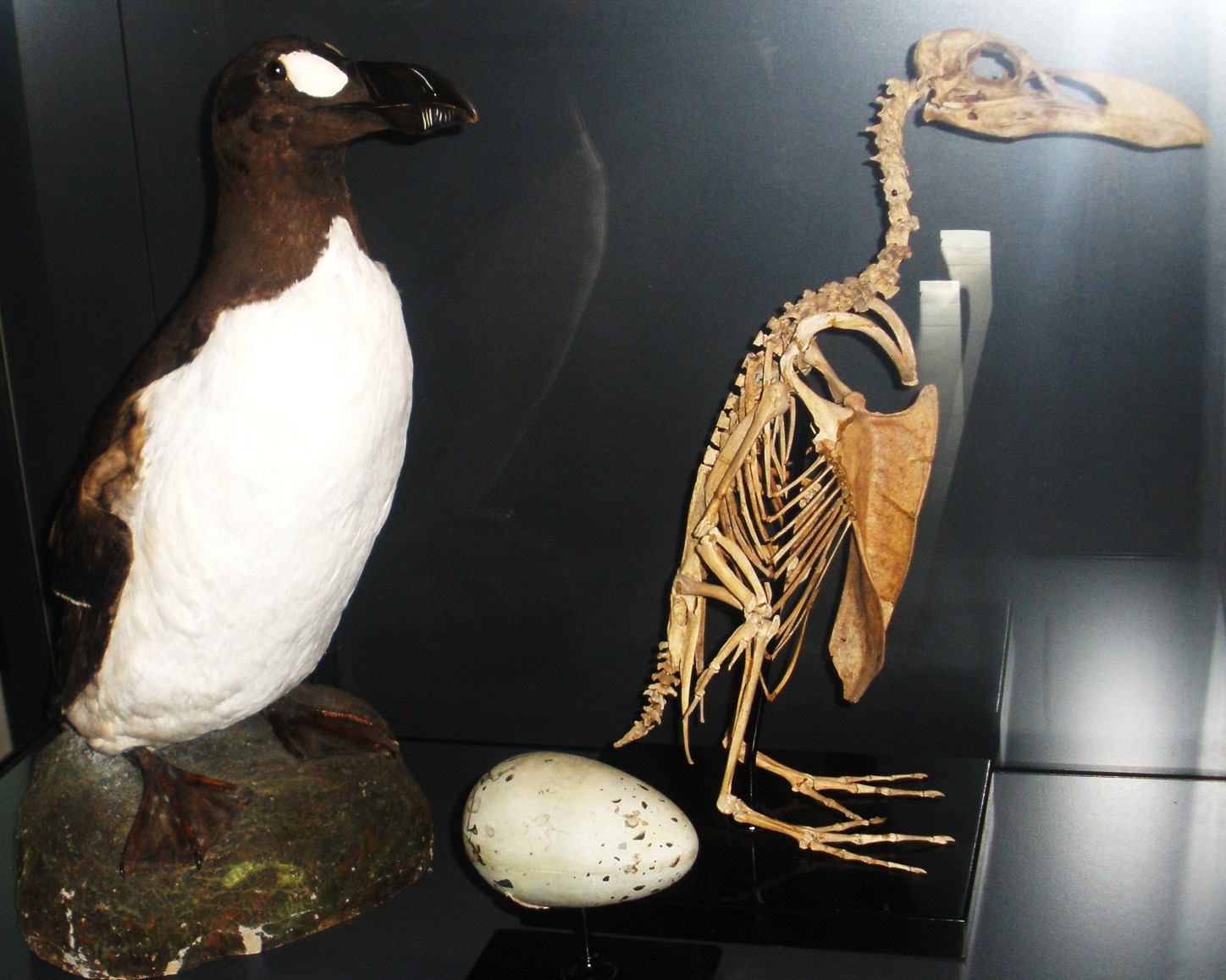
Okaz numer 39, szkielet i replika jaja w Senckenberg Museum

Do czasów współczesnych dochowało się 78 spreparowanych alk olbrzymich, w większości w muzeach, oraz blisko 75 jaj i 24 kompletne szkielety. Tylko cztery okazy reprezentują ptaki w upierzeniu letnim, dwa – młodociane. Nie zachowały się okazy piskląt. Każde jajo i okaz ma własny numer. Mimo że odnaleziono tysiące kości, istnieje niewiele zachowanych szkieletów. Znane są również naturalnie zmumifikowane szczątki z Funk Island, a oczy i narządy wewnętrzne dwóch ostatnich osobników z 1844 przechowuje Muzeum Zoologiczne w Kopenhadze, część tamtejszego Muzeum Historii Naturalnej. Miejsce przechowywania skórek dwóch ostatnich osobników pozostawało nieznane przez ponad sto lat, częściowo ustalono je na podstawie badań DNA pobranego z narządów wewnętrznych ostatnich osobników i okazów muzealnych wskazanych przez Errola Fullera. Pochodziły z Übersee-Museum w Bremie, Królewskiego Instytutu Nauk Przyrodniczych Belgii, Muzeum Zoologicznego Uniwersytetu Christiana-Albrechta w Kilonii, Muzeum Historii Naturalnej w Los Angeles i Landesmuseum Natur und Mensch Oldenburg. Do DNA z narządów samca dopasowano okaz z Królewskiego Instytutu Nauk Przyrodniczych Belgii. Do DNA z narządów samicy nie dopasowano żadnego okazu, jednak autorzy przypuszczają, że może pasować do eksponatu z Cincinnati Museum Center at Union Terminal ze względu na wspólne pochodzenie z okazem z Brukseli.

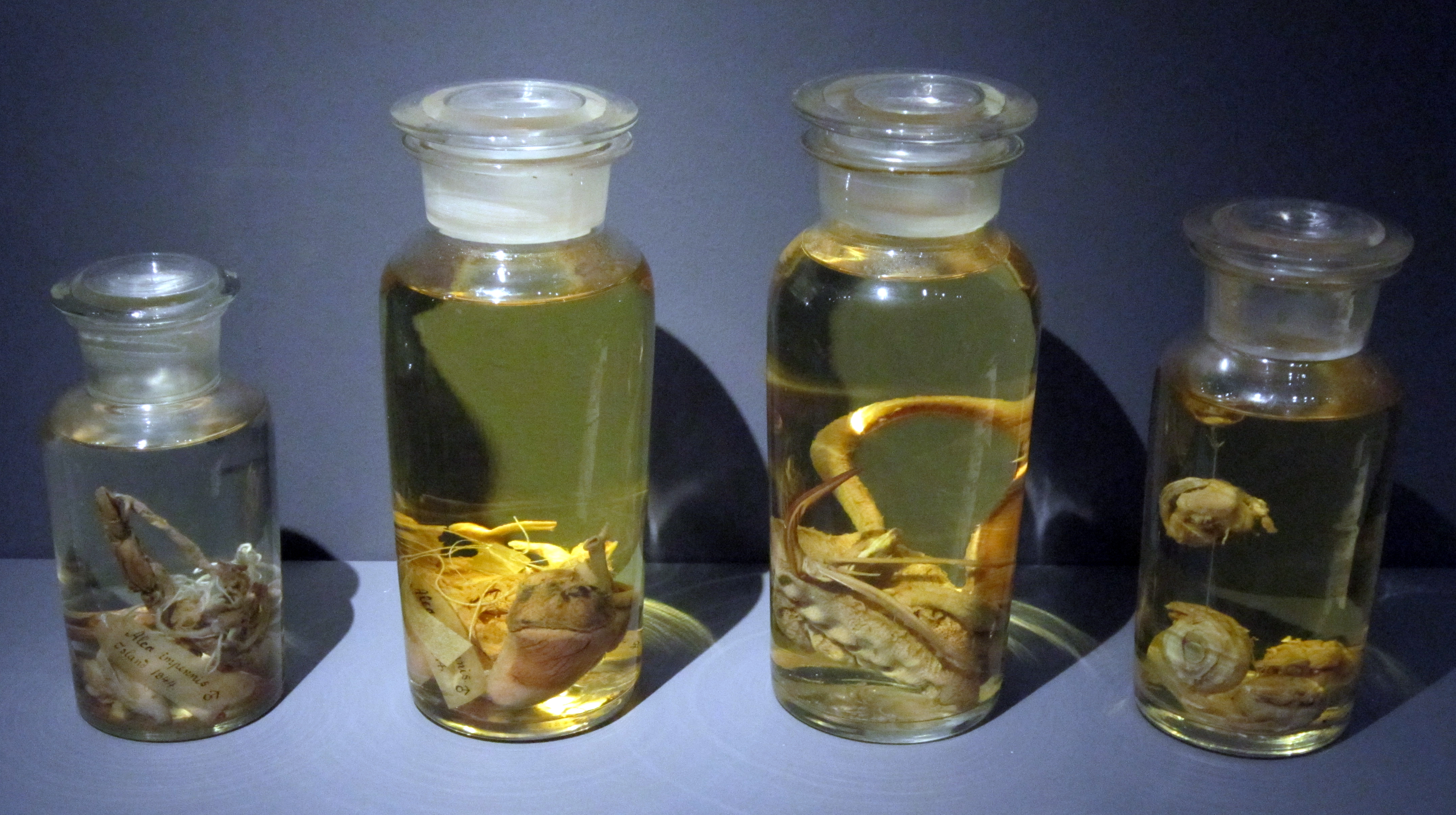
Narządy wewnętrzne dwóch ostatnich alk olbrzymich, Muzeum Zoologiczne w Kopenhadze (część Muzeum Historii Naturalnej)

Po wymarciu alki olbrzymiej znacząco zyskały na wartości jej szczątki, a aukcje okazów tych ptaków szczególnym zainteresowaniem cieszyły się w epoce wiktoriańskiej. W Wielkiej Brytanii współcześnie znajduje się 15 spreparowanych alk, co jest największą liczbą przypadającą na jedno państwo. W 1971 Narodowe Muzeum Islandii zakupiło jeden okaz za £9000, co odnotowano wówczas w Księdze rekordów Guinnessa jako najdroższego sprzedanego spreparowanego ptaka. Ceny jaj alki olbrzymiej niekiedy jedenastokrotnie przekraczały roczne zarobki wykwalifikowanego pracownika. Współcześnie nieznane jest miejsce przechowywania sześciu jaj. Kilka innych zostało przypadkowo zniszczonych. Dwa spreparowane ptaki zostały zniszczone, jeden w Moguncji podczas II wojny światowej, drugi w Museu Bocage w Lizbonie podczas pożaru w 1978.

### Przedstawienia w kulturze

#### Książki dla dzieci
Alka olbrzymia jest jednym z najczęściej pojawiających się w literaturze wymarłych ptaków, znanym niemalże tak jak dront dodo. Pojawia się w wielu pozycjach literatury dziecięcej.
W powieści Charlesa Kingsleya Wodne dzieci (The Water-Babies, A Fairy Tale for a Land Baby) zawarta jest historia alki olbrzymiej opowiadającej o wymarciu swojego gatunku. W The Island of Adventure Enid Blyton bohater udaje się na wyspę, gdzie miał widzieć kolonię tych ptaków.

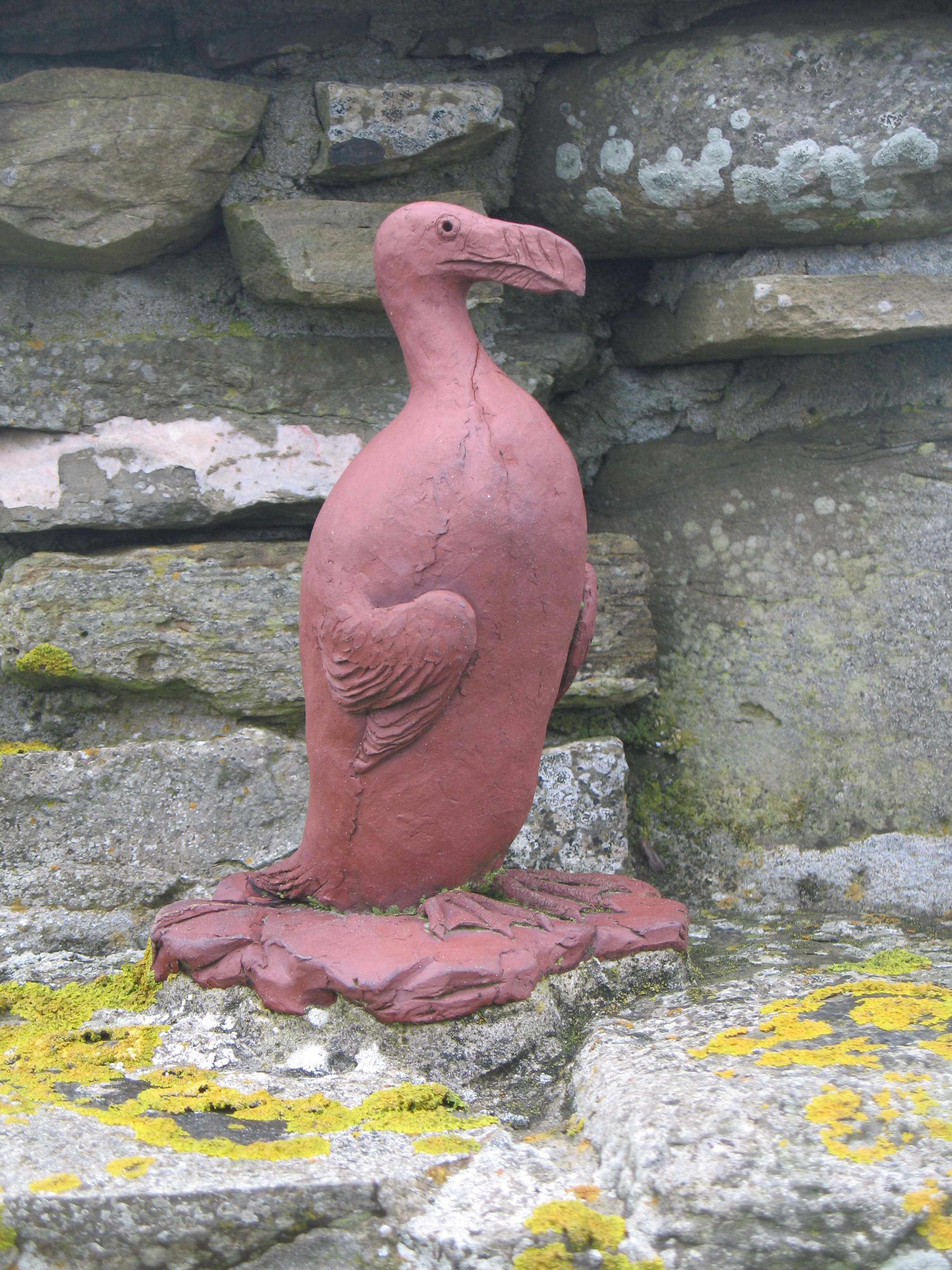
Pomnik upamiętniający ostatnią brytyjską alkę olbrzymią, Fowl Craig, Orkady

#### Literatura
W opowiadaniu The Harbor-Master Roberta W. Chambersa odkrycie ostatniej pary alk olbrzymich i próba jej ocalenia stanowi centralny element fabuły (w której zawierał się również podobny do lovecraftowskiego suspens). Po raz pierwszy ta historia ukazała się w Ainslee's Magazine (sierpień 1889), w nieco zmienionej formie stała się później pięcioma pierwszymi rozdziałami powieści In Search of the Unknown (Harper and Brothers Publishers, Nowy Jork, 1904).
James Joyce w Ulissesie wspomina o alce olbrzymiej w momencie zasypiania głównego bohatera. Łączy alkę olbrzymią z Ruk, mitycznym ptakiem. W satyrycznej powieści L'Île des Pingouins („Wyspa Pingwinów”; 1908) Anatole France opisał populację alki olbrzymiej omyłkowo ochrzczoną przez krótkowzrocznego misjonarza. W powieści historycznej The Surgeon's Mate Patrick O’Brian opisuje historię odławiania alki olbrzymiej przez fikcyjnego przyrodnika Stephena Maturina. Książka zawiera szczegółowe opisy wykorzystywania kolonii alk. Allan W. Eckert w The Last Great Auk przedstawia historię wymierania alki olbrzymiej z perspektywy ostatniego żyjącego osobnika. Wątek tego gatunku pojawia się w Sea of Slaughter Farleya Mowata.
Ogden Nash w krótkim wierszu A Caution to Everybody przestrzega ludzi przed losem alki olbrzymiej.
Night of the Auk, wystawiana w 1956 na Broadwayu sztuka Archa Obolera, opowiada o grupie astronautów wracających z Księżyca, by odkryć, że na Ziemi rozpętała się wojna nuklearna. Oboler przez analogię przyrównuje wymarcie alki olbrzymiej z winy człowieka do wymarcia ludzi wskutek wojny nuklearnej.

#### Pozostałe media
Motyw alki olbrzymiej pojawił się w balecie Still Life at the Penguin Cafe i piosence „A Dream Too Far” z Rockford's Rock Opera.